# Estació d'Església Major
Església Major és una estació de la línia 9 Nord del Metro de Barcelona i pertany al Tram 4 (La Sagrera – Can Zam / Gorg). Es troba a 51,82 metres de profunditat, a la ciutat de Santa Coloma de Gramenet i dona servei al centre de la ciutat. L'estació té dos accessos, un al carrer Mossèn Camil Rossell, que disposa d'ascensors i escales mecàniques, i l'altre accés a la Plaça dels enamorats que disposa únicament d'un ascensor, com a la resta de la línia totalment adaptat a PMR.
La previsió inicial era obrir l'estació l'any 2004 i posteriorment l'any 2008. però donats els contratemps no es va posar en funcionament fins al 13 de desembre de 2009, el primer tram de 3,9 km que es va inaugurar, entre Can Zam i Can Peixauet.
| Metro de Barcelona     |       |       |            |                        |
| Procedència/Destinació | <     | Línia | >          | Procedència/Destinació |
| La Sagrera             | Fondo |       | Singuerlín | Can Zam                |
| Projectat              |       |       |            |                        |
| Aeroport T1            | Fondo |       | Singuerlín | Can Zam                |

## Accessos
- Carrer Mossèn Camil Rosell
- Plaça dels Enamorats